# 哈科納 (新墨西哥州)
哈科納（英語：Jacona）是位於美國新墨西哥州聖菲縣的普查規定居民點。

## 人口
根據2020年美國人口普查的數據，哈科納的面積為2.19平方千米，皆為陸地。當地共有人口400人，而人口密度為每平方千米182.65人。